# Kārlis Šadurskis
Kārlis Šadurskis, né le 11 octobre 1959 à Riga, est un homme politique letton membre d'Unité.

## Biographie

### Formation et vie professionnelle
Il est diplômé en mathématiques appliquées de l'Institut polytechnique de Riga (RPI) en 1982. Il devient ensuite enseignant au sein du RPI.

### Engagement politique
Après avoir milité au sein du Mouvement national de l'indépendance lettonne (LNNK) et du Front populaire de Lettonie (LTF) au début des années 1990, il rejoint la Nouvelle Ère (JL) en 2002 et se fait alors élire député à la Saeima.
Le 7 novembre, Kārlis Šadurskis est nommé ministre de l'Éducation et de la science dans le gouvernement de coalition de centre droit du Premier ministre Einars Repše. Il quitte ses fonctions le 9 mars 2004, à la suite de la démission de l'exécutif. Le 8 décembre, il prend la suite d'Arturs Krišjānis Kariņš comme président du groupe parlementaire JL.
Il est réélu aux élections législatives du 7 octobre 2006 et devient alors vice-président du groupe. Il quitte cependant la Nouvelle Ère en 2008 et adhère à l'Union civique (PS), ce qui le contraint à changer de groupe parlementaire. Il se présente aux élections européennes du 6 juin 2009 mais échoue à se faire élire.
Lors des élections législatives du 2 octobre 2010, il conserve son siège à la Saeima en postulant sur une liste de la coalition « Unité », qui devient un parti politique en août 2011. Il renonce à se présenter aux élections législatives anticipées du 17 septembre suivant, dans la mesure où l'entrée en vigueur du traité de Lisbonne lui permet d'être élu au Parlement européen le 1er décembre. Il siège alors au sein du groupe du Parti populaire européen (PPE) et de la commission de l'Environnement, de la Santé publique et de la Sécurité alimentaire.
Il ne postule pas à un second mandat le 24 mai 2014, mais se présente aux élections législatives du 4 octobre. Il est alors vice-président du groupe d'Unité et président de la commission des Finances et du Budget.
À la suite de la démission de Laimdota Straujuma en décembre 2015, il est perçu comme l'un de ses potentiels successeurs. Finalement, le président de la République Raimonds Vējonis désigne l'écologiste et ancien ministre du Développement régional Māris Kučinskis.
Le 11 février 2016, Kārlis Šadurskis est de nouveau nommé ministre de l'Éducation et de la Science, dans le gouvernement de coalition de centre droit de Kučinskis.